# Rio Faţa Iarului
O Rio Faţa Iarului é um rio da Romênia, afluente do Jiul de Vest, localizado no distrito de Hunedoara.